# Peter Gantzler
Peter Gantzler, né le 28 septembre 1958 au Danemark, est un acteur danois.

## Biographie
Commençant par étudier le danois à l'Université de Copenhague, il a étudié ensuite à l'école des acteurs de Copenhague.

## Filmographie
- 1983 : Rocking Silver : Johnny som ung
- 1986 : Mord i mørket : Kaj
- 1990 : Kaj's fødselsdag : Indehaver af kontaktbureau
- 1990 : Guitarracisten (TV)
- 1992 : Mørklægning (feuilleton TV) : Rune
- 1992 : Kald mig Liva (feuilleton TV)
- 1995 : Operation Cobra : Policeman 1
- 1996 : Davids bog : Frank G. Rasmussen
- 1996 : Nye lejere, Den
- 1997 : Smilla (Smilla's Sense of Snow) : Maurice
- 1998 : Hjerteflimmer (série télévisée) : Frederick
- 1998 : Når mor kommer hjem : Butiksbestyrer
- 1998 : Mimi og madammerne : Johner
- 1999 : Pizza King : Urobetjent (Police officer)
- 1999 : I Kina spiser de hunde : Franz
- 1999 : Taxa (série télévisée) : Mike Engholm
- 2000 : Turbulent sone (TV) : Holger Blixen
- 2000 : No Man's Land : Steen (Stone)
- 2000 : Gloups ! Je suis un poisson (Hjælp, jeg er en fisk) : Faderen (voix)
- 2000 : Italian for Beginners (Italiensk for begyndere) : Jørgen Mortensen
- 2000 : Skjulte spor (série télévisée) : John Jensen
- 2001 : Anja & Viktor : Tobias
- 2001 : At klappe med een hånd : Anders
- 2001 : Min søsters børn : Onkel, professor Erik Lund
- 2001 : Den Serbiske dansker (TV) : Erik Nikolajsen
- 2002 : Campingvognen : Far
- 2002 : Listetyven : Tadzio
- 2002 : Bjergkuller : Teis
- 2002 : Min søsters børn i sneen : Professor Erik Lund
- 2003 : Til højre ved den gule hund : Philip Hoffmann
- 2003 : Nikolaj og Julie (série télévisée) : Lars
- 2004 : Fakiren fra Bilbao : Florian Flambert
- 2005 : Store planer : Henning Bagger
- 2005 : Solkongen : Johannes
- 2005 : Steget efter : Hans Christian
- 2005 : Dommeren : Jens Christian
- 2005 : Les Trois Mousquetaires (De Tre musketerer) (voix)
- 2006 : Små mirakel och stora : Jens
- 2006 : Le Secret des Templiers (Tempelriddernes skat) : Christian
- 2006 : Krøniken (série télévisée) : Viggo Valentin
- 2006 : Le Direktør (Direktøren for det hele) : Ravn
- 2007 : Tempelriddernes skat II
- 2007 : Hjemve (da) : Erling
- 2007 : A Viking Saga : Askold
- 2010 : La Trêve (Waffenstillstand) de Lancelot von Naso : Eric
- 2022 : Rose de Niels Arden Oplev : Bus-Ole
- 2023 : The Last Kingdom : Sept rois doivent mourir (The Last Kingdom: Seven Kings Must Die) d'Edward Bazalgette